# SK Schwäbisch Hall
Le club d'échecs de Halle-en-Souabe (en allemand : SK Schwäbisch Hall) est un club d'échecs allemand fondé à Schwäbisch Hall (Halle-en-Souabe en français), dans le land du Bade-Wurtemberg, en 1936.

## Équipes
Le club compte environ 70 membres. L'équipe première du SK Schwäbisch Hall a joué des saisons 2014/15 à 2017/18 en première division allemande, la "1. Bundesliga" Après la saison 2013/14 qui a vu sa montée, le SK Schwäbisch Hall a terminé ses trois premières saisons (de 2015 à 2017) dans l'élite à la 4e place. L'équipe fait toutefois une mauvaise performance lors de la saison 2017/2018 et elle est retirée du championnat.

## Équipe féminine
L'équipe féminine du SK Schwäbisch Hall évolue en 1re division depuis la saison 2014/15. Elle atteint très rapidement les sommets puisqu'elle est vice-championne d'Allemagne lors de la saison 2015/2016, et qu'elle remporte le titre la saison suivante (2016/2017). Depuis la saison 2018/2019, l'équipe féminine est la seule représentante du club dans l'élite du championnat allemand.

## Équipes de jeunes
Le club présente également des équipes de jeunes en compétition.

## Effectif 2017/18
Les joueurs suivants sont inscrits en équipe première du SK Schwäbisch Hall lors de la saison 2016/17 :
- Le GMI Ernesto Inarkiev (Elo: 2702)

- Le GMI Li Chao (Elo: 2744)
- Le GMI Maksim Matlakov (Elo: 2728)
- Le GMI Dmitri Iakovenko (Elo: 2710)
- Le GMI Maxim Rodshtein (Elo: 2695)
- Le GMI Viktor Láznička (Elo: 2664)
- Le GMI Tigran Gharamian (Elo: 2616)
- Le GMI Matthieu Cornette (Elo: 2609)
- Le GMI Evguéni Postny (Elo: 2570)
- Le GMI Peter Michalik (Elo: 2546)
- Le GMI Jean-Pierre Le Roux (Elo: 2563)
- Le GMI Anthony Wirig (Élo: 2494)
- Le GMI Mathias Womacka (Elo: 2436)
- Le MI Alexander Raykhman (Elo: 2402)
- Le MI Frank Zeller (Elo: 2374)
- Le MI Pavel Zpěvák (Elo: 2351)

## Équipe féminine 2018/19
- La GMI Kateryna Lagno (Elo: 2556)
- La MI Lela Javakhichvili[2] (Elo: 2486)
- La GMI Nino Baziaschwili[2] (Elo: 2474)
- La MI Deimantė Daulytė[2] (Elo: 2421)
- La MI Alina Kachlinskaïa[2] (Elo: 2462)
- La MI Ekaterina Atalik[2] (Elo: 2428)
- La MI Irina Bulmaga[2] (Elo: 2403)
- La MI Sabrina Vega Gutiérrez (Elo: 2404)
- La MI Sophie Milliet[2] (Elo: 2389)
- La MI Karina Ambartsoumova (Elo: 2280)
- La GMF Jovana Rapport[2] (Elo: 2318)
- La MI Iva Videnowa (Elo: 2386)
- La GMF Pétra Papp[2] (Elo: 2336)
- Jana Zpěváková (Elo: 2041)

## Structures du club
Les entraînements et les matchs à domicile des équipes masculines 1 à 3 ont lieu à la Maison des Associations (Haus der Vereine, 7, Am Schuppach à Halle-en-Souabe). Les matchs à domicile de la Bundesliga féminine se déroulent dans le foyer de la Bausparkasse, au 52, rue Crailsheimer, à Halle-en-Souabeou à l'Optima Sportpark.